# Therese Klostermann

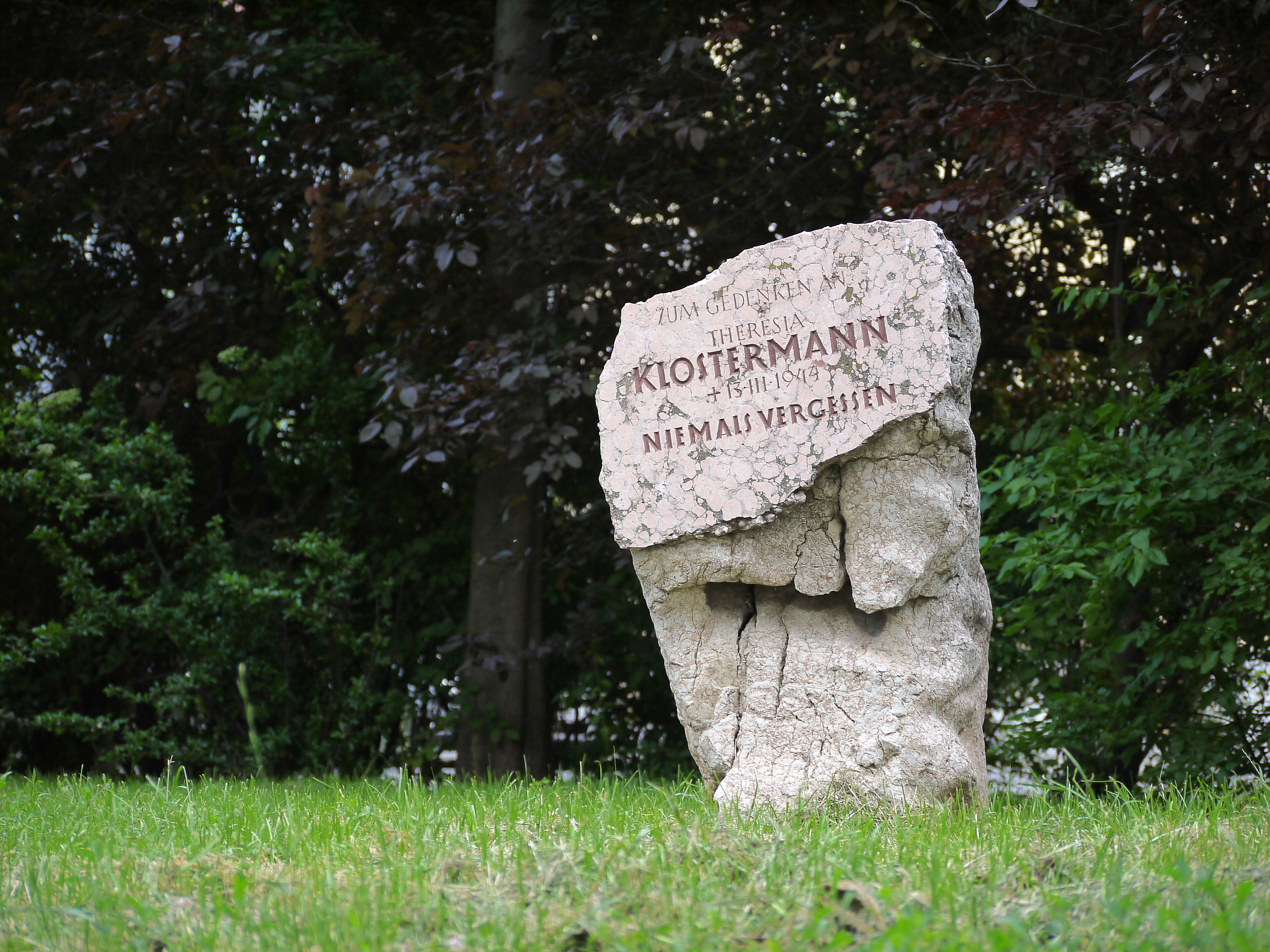
Denkmal für Therese Klostermann am Anton Heger Platz

Therese Klostermann (geboren am 11. Juli 1913 in Wien; gestorben am 13. März 1944 ebenda) war eine österreichische Arbeiterin und Widerstandskämpferin gegen das NS-Regime. Sie wurde am 27. November 1943 gemeinsam mit fünf weiteren Widerstandskämpfern von der NS-Justiz zum Tode verurteilt und dreieinhalb Monate später im Wiener Landesgericht mit dem Fallbeil hingerichtet.

## Leben
Klostermann war Arbeiterin, gehörte der Kommunistischen Partei Österreichs an und sammelte Spenden für die Unterstützung von Angehörigen politisch Inhaftierter. Sie wurde von der Gestapo Wien verhaftet und verhört, schließlich – gemeinsam mit den Genossen Franz Anderle, Franz Hauer, den Brüdern Franz und Michael Heindl, sowie Max Schrems – am 27. November 1943 vom Volksgerichtshof zum Tode verurteilt. Die Anklage hatte auf „Vorbereitung zum Hochverrat“ gelautet. Dem Urteil ist zu entnehmen: 

„Die Angeklagten Klostermann, Gebrüder Heindl, Franz Hauer, Anderle und Schrems sind dadurch, dass sie bis Ende 1942 als Funktionäre der Kommunistischen Partei versucht haben, die Heimatfront zu zersetzen, der schwer kämpfenden Front in den Rücken gefallen. Solche Taten können nur mit dem Tode gesühnt werden. Der nationalsozialistische Staat würde sich selbst aufgeben, wenn er Menschen, die noch im 4. Kriegsjahr bewusst für den Kommunismus arbeiteten, nicht endgültig aus der deutschen Volksgemeinschaft ausschließen würde.“

Therese Klostermann wurde am 13. März 1944 – gemeinsam mit Anderle, Hauer, den Gebrüdern Heindl und elf weiteren Opfern des Nationalsozialismus – im Wiener Landesgericht geköpft. Der Mitangeklagte Max Schrems wurde erst am 7. April 1944 hingerichtet.

## Gedenken

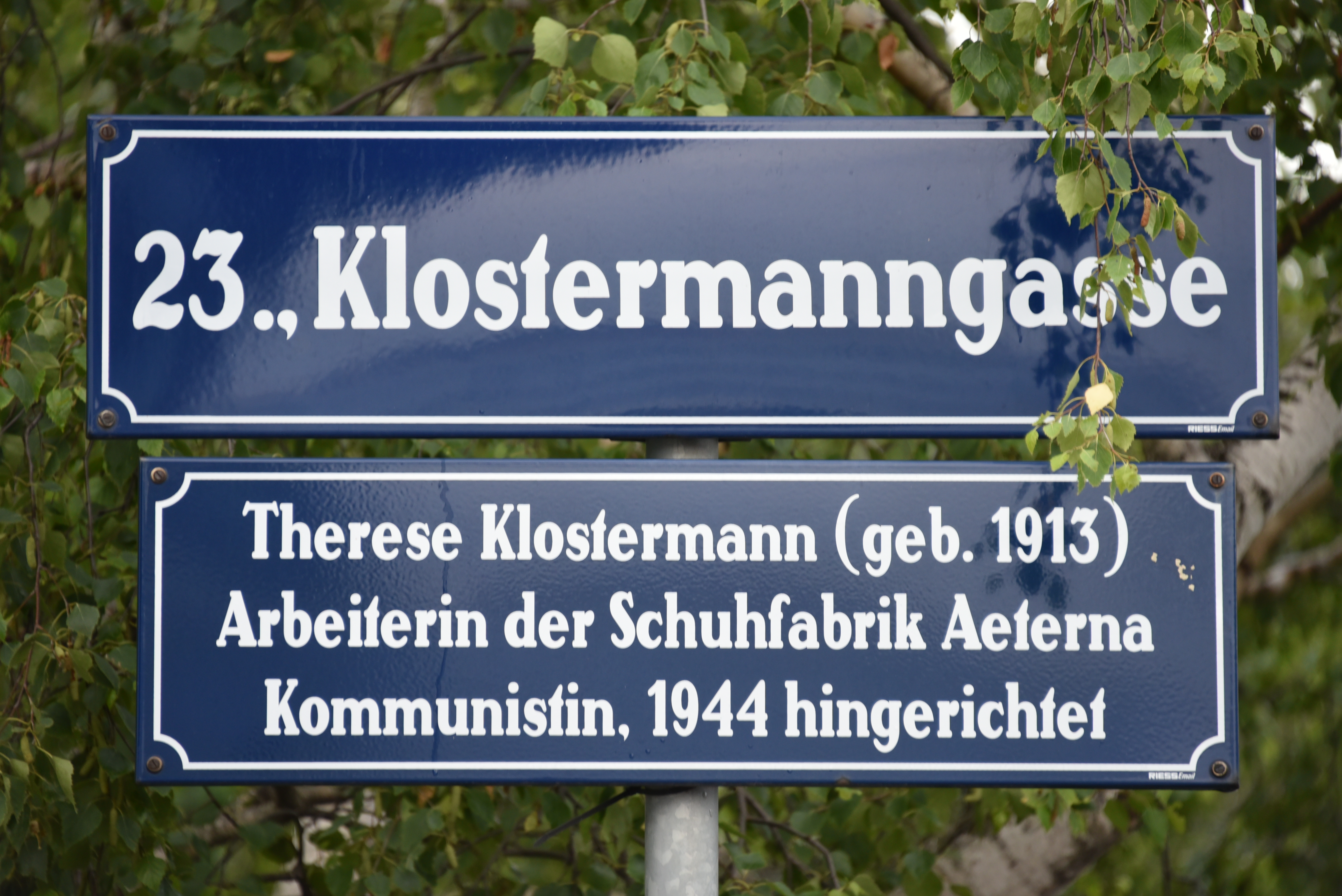
Klostermanngasse, Straßenschild mit erklärender Zusatztafel

Zwei Denkmäler, eine Gedenktafel, ein Gedenkstein und eine nach ihr benannte Straße, die Klostermanngasse in Wien-Liesing, erinnern an die Widerstandskämpferin gegen das NS-Regime:
- Zu einem unbekannten Zeitpunkt nach 1945 wurde der Widerstandskämpferin ein Denkmal am Anton Heger Platz in Wien-Liesing gesetzt. Auf diesem Denkmal wird ihr Vorname als Theresia geführt, wer den Stein gestaltet hat, ist nicht bekannt.[1]

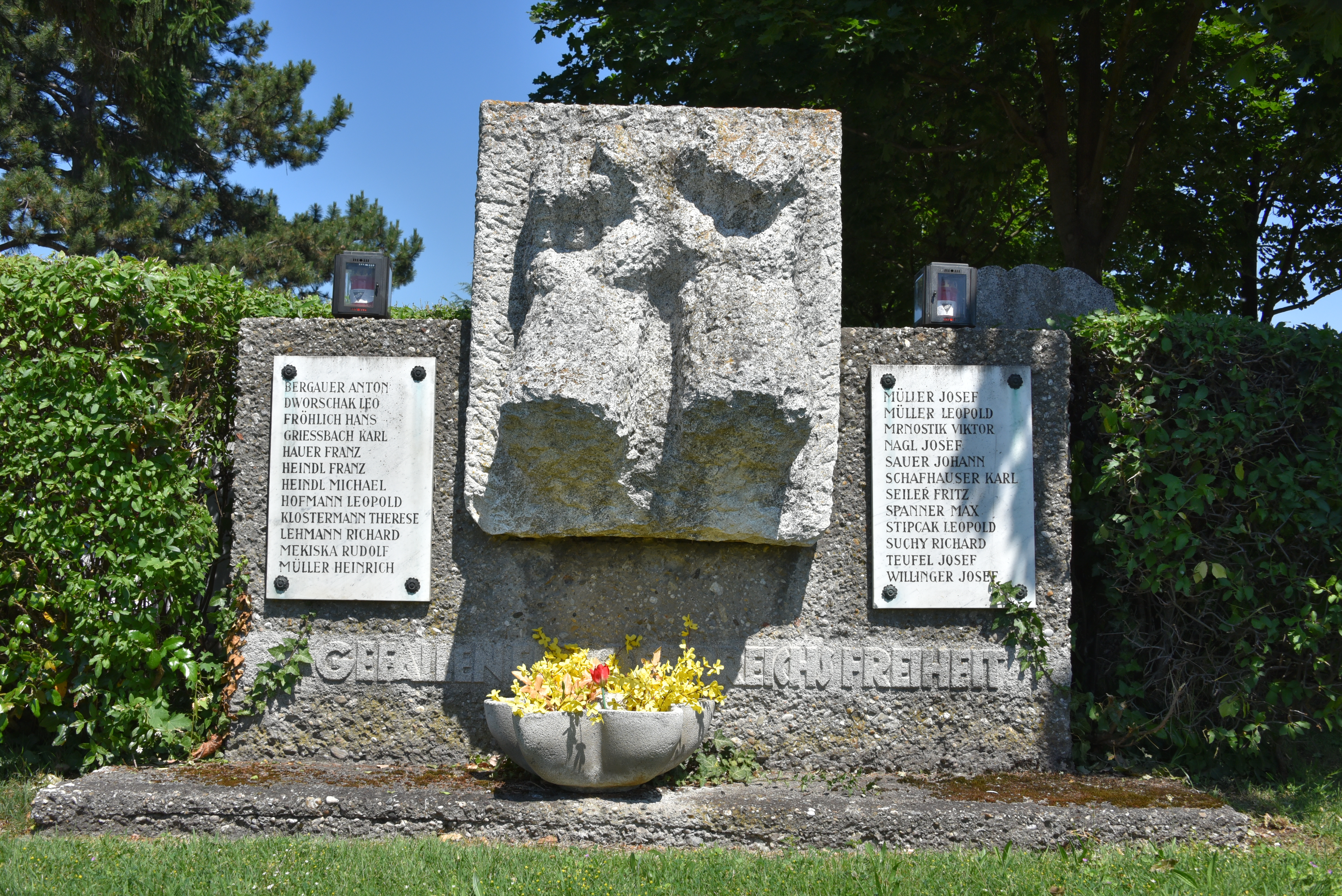
Freiheitskämpferdenkmal am Atzgersdorfer Friedhof, errichtet 1954

- Am 7. Dezember 1955 wurde die frühere Rittergasse durch Beschluss des Gemeinderatsausschusses für Kultur nach Therese Klostermann benannt.[2][3]
- Am 1. November 1954 wurde auf dem Atzgersdorfer Friedhof das Freiheitskämpfer-Denkmal enthüllt, gestaltet vom Bildhauer Franz Pixner. Es erinnert an insgesamt 24 Widerstandskämpfer, die dem Austrofaschismus bzw. dem NS-Regime ihr Leben lassen mussten: Anton Bergauer, Leo Dworschak, Hans Fröhlich, Karl Griesbach, Franz Hauer, Franz und Michael Heindl, Leopold Hofmann, Therese Klostermann, Richard Lehmann, Rudolf Mekiska, Viktor Mrnustik, Heinrich Müller, Josef Müller, Leopold Müller, Josef Nagl, Johann Sauer, Karl Schafhauser, Fritz Seiler, Max Spanner, Leopold Stípčak, Richard Suchy, Johann Teufel und Josef Willinger.
- Ihr Name findet sich auch auf der Gedenktafel im ehemaligen Hinrichtungsraum des Wiener Landesgerichts.[4]

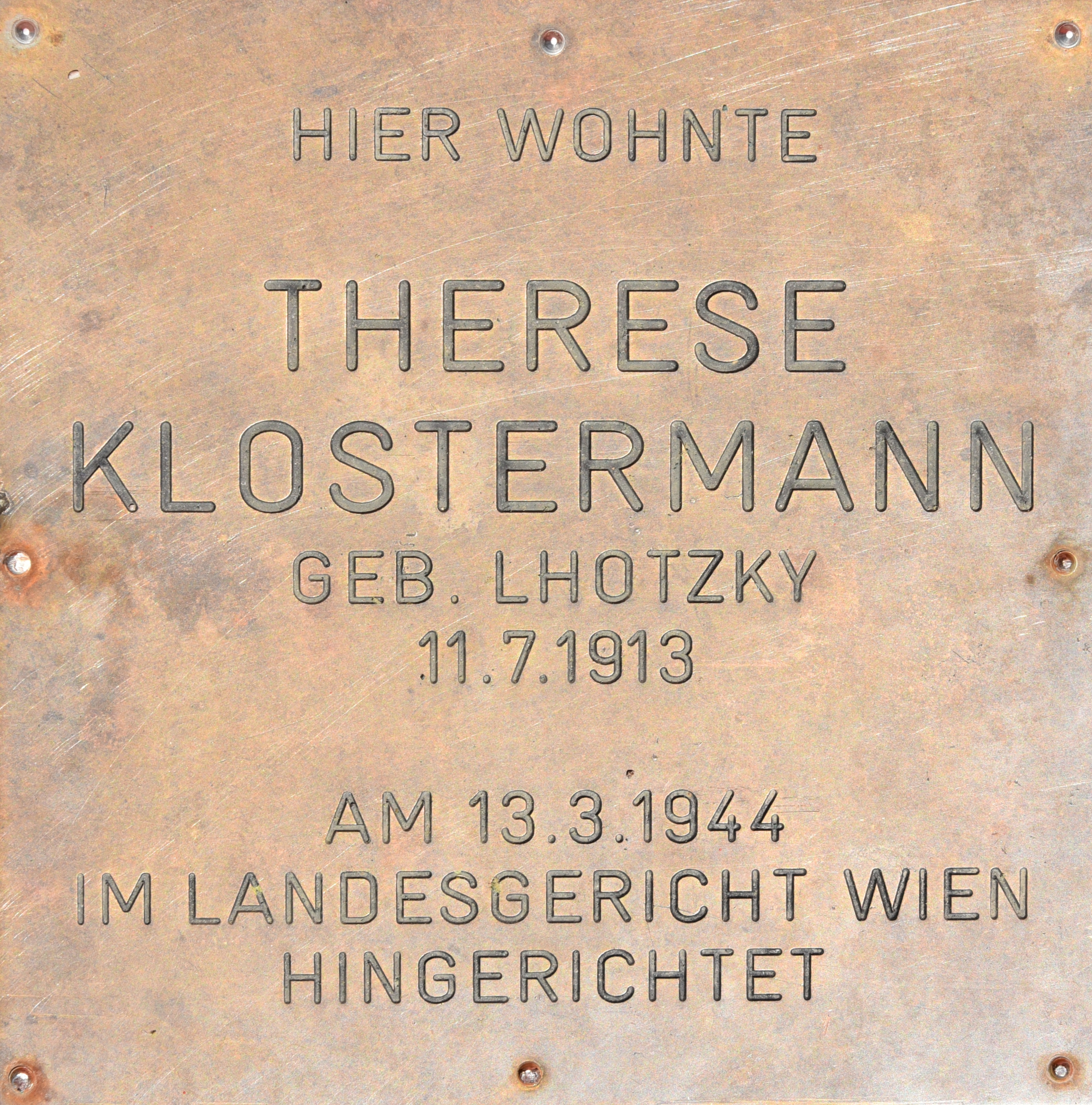
Erinnerungsstein

- Vor ihrem letzten Wohnsitz in der Carlbergergasse 39 im Liesinger Stadtteil Atzgersdorf wurde von der Initiative Steine der Erinnerung in Liesing ein Erinnerungsstein verlegt, ihr Name findet sich auch in der Liste Liesinger Opfer des Nationalsozialismus 1938 – 1945.[5]

Die Widerstandskämpferin wurde in der Schachtgräberanlage der Gruppe 40 (Reihe 24/Grab 203) des Wiener Zentralfriedhofes bestattet. Direkt neben ihr liegen die Brüder Heindl in Grab 204 bestattet.